# 弧矢增九
船尾座4，又名BD-14 2199，HD 62952、SAO 153372、HR 3015，是船尾座的一颗恒星，视星等为5.04，位于銀經232.14，銀緯5.07，其B1900.0坐标为赤經7h 41m 20.5s，赤緯-14° 5.07′ 14″。